# Rio Open 2022
Rio Open 2022 var den 8:e upplagan av Rio Open, en tennisturnering i Rio de Janeiro, Brasilien. Turneringen var en del av 500 Series på ATP-touren 2022 och spelades utomhus på grus mellan den 14–20 februari 2022.

## Mästare

### Singel
- Carlos Alcaraz besegrade  Diego Schwartzman 6–4, 6–2

### Dubbel
- Simone Bolelli /  Fabio Fognini besegrade  Jamie Murray /  Bruno Soares 7–5, 6–7(2–7), [10–6]

## Poäng och prispengar

### Poängfördelning
| Gren   | Mästare | Final | Semifinal | Kvartsfinal | Åttondelsfinal | Sextondelsfinal | Kvalificerad till huvudturneringen | Kvalomgång 2 | Kvalomgång 1 |
| Singel | 500     | 300   | 180       | 90          | 45             | 0               | 20                                 | 10           | 0            |
| Dubbel | 500     | 300   | 180       | 90          | 0              | i.u.            | i.u.                               | i.u.         | i.u.         |

### Prispengar
| Gren     | Mästare   | Final     | Semifinal | Kvartsfinal | Åttondelsfinal | Sextondelsfinal | Kvalomgång 2 | Kvalomgång 1 |
| Singel   | 317 400 $ | 169 985 $ | 90 650 $  | 48 570 $    | 25 900 $       | 13 760 $        | 7 285 $      | 4 000 $      |
| Dubbel * | 102 210 $ | 54 390 $  | 27 520 $  | 13 760 $    | 6 960 $        | i.u.            | i.u.         | i.u.         |

*per lag

## Tävlande i singeln

### Seedning
| Land      | Spelare              | Rank1 | Seedning |
| --------- | -------------------- | ----- | -------- |
| Italien   | Matteo Berrettini    | 6     | 1        |
| Norge     | Casper Ruud          | 8     | 2        |
| Argentina | Diego Schwartzman    | 15    | 3        |
| Spanien   | Pablo Carreño Busta  | 16    | 4        |
| Chile     | Cristian Garín       | 20    | 5        |
| Italien   | Lorenzo Sonego       | 22    | 6        |
| Spanien   | Carlos Alcaraz       | 29    | 7        |
| Spanien   | Albert Ramos Viñolas | 32    | 8        |

- 1 Rankingen är per den 7 februari 2022.[3]

### Övrig spelarinformation
Följande spelare fick ett wild card till turneringen:
- Felipe Meligeni Alves
- Thiago Monteiro
- Shang Juncheng[4]

Följande spelare fick dispens att deltaga i turneringen:
- Francisco Cerúndolo

Följande spelare deltog i turneringen med skyddad ranking:
- Pablo Andújar
- Pablo Cuevas
- Fernando Verdasco

Följande spelare kvalificerade sig genom kvalturneringen:
- Sebastián Báez
- Daniel Elahi Galán
- Miomir Kecmanović
- Juan Ignacio Londero

Följande spelare kvalificerade sig som lucky loser:
- Roberto Carballés Baena

### Spelare som dragit sig ur
Innan turneringens start
- Dominic Thiem → ersatt av  Pablo Cuevas
- Casper Ruud → ersatt av  Roberto Carballés Baena

## Tävlande i dubbeln

### Seedning
| Land           | Spelare              | Land      | Spelare          | Rank1 | Seedning |
| -------------- | -------------------- | --------- | ---------------- | ----- | -------- |
| Spanien        | Marcel Granollers    | Argentina | Horacio Zeballos | 13    | 1        |
| Colombia       | Juan Sebastián Cabal | Colombia  | Robert Farah     | 22    | 2        |
| Storbritannien | Jamie Murray         | Brasilien | Bruno Soares     | 37    | 3        |
| Uruguay        | Ariel Behar          | Ecuador   | Gonzalo Escobar  | 85    | 4        |

- 1 Rankingen är per den 7 februari 2022.

### Övrig spelarinformation
Följande dubbelpar fick ett wild card till turneringen:
- Rogério Dutra Silva /  Orlando Luz
- Rafael Matos /  Felipe Meligeni Alves

Följande dubbelpar kvalificerade sig genom kvalturneringen:
- Pablo Andújar /  Pedro Martínez

### Spelare som dragit sig ur
Innan turneringens start
- Dušan Lajović /  Franko Škugor → ersatt av  Laslo Đere /  Dušan Lajović

Under turneringens gång
- Carlos Alcaraz /  Pablo Carreño Busta